# 紀堯姆·戈麥斯
紀堯姆·戈麥斯（法語：Guillaume Gomez，1978年8月8日—）出生於法國巴黎，是當代著名的法式料理主廚之一。

## 生平
紀堯姆·戈麥斯在巴黎餐桌工藝學校（法語：École de Paris des métiers de la table）學習烹飪技術，畢業後取得職業學習證書（法語：Brevet d'études professionnelles，BEP），他前往約翰尼·貝納里亞克（法語：Johnny Bénariac）的餐廳工作，繼續精進烹飪廚藝，在名廚雅克·勒·迪韋萊克（法語：Jacques Le Divellec）的鼓勵之下，1997年前往愛麗舍宮廚房工作，2004年1月，時年25歲的紀堯姆·戈麥斯獲得法國最佳工匠獎，成為該獎項廚師類別最年輕的獲獎者。
2013年，服務於愛麗舍宮40年的主廚伯納德·沃森（法語：Bernard Vaussion）退休，紀堯姆·戈麥斯成為繼任的主廚，直到2021年2月24日，他宣布離開愛麗舍宮主廚一職（繼任主廚是法布里斯·德斯維涅斯），以埃马纽埃尔·马克龙共和國總統美食私人顧問代表的身分，總統賦予他主導2024年夏季奥林匹克运动会的所有餐飲籌劃工作。

## 獲獎
2012年5月，法國前總統尼古拉·萨科齐卸任前幾天，特別頒布法國國家功績勳章給紀堯姆·戈麥斯，並褒揚他精湛的烹飪廚藝，對於愛麗舍宮款待國宴或是外賓的重要性。
- 2004年 法國最佳工匠獎
- 2011年 法國榮譽軍團勳章
- 2012年 法國國家功績勳章
- 2012年 美食影響力一等獎[5]
- 2014年 年度最佳高帽獎（法語：Toque de l'année par les Toques françaises）[6]
- 2015年 學術棕櫚勳章
- 2015年 農業功勳勳章（2012年騎士級、2015年軍官級）
- 2017年 藝術與文學勳章（2013年騎士勳位、2017年軍官勳位）
- 2018年 年度美食人物[7]
- 2018年 美食世界食譜獎[8]

## 著作
- 2018年 《烹飪，兒童循序漸進的課程》（法語：Cuisine, leçons en pas à pas pour les enfants）[9]
- 2019年 與羅絲琳·巴切洛特（法語：Roselyne Bachelot）、菲利普·福爾（法語：Philippe Faure）、讓-羅伯特·皮特（法語：Jean-Robert Pitte）《法蘭西共和國的廚師：最好的食譜》（法語：Les cuisiniers de la République française : Les meilleures recettes）
- 2020年 《總統的餐桌》（法語：La table des présidents）
- 2022年 他與哲學家加布里埃爾·哈珀恩（法語：Gabrielle Halpern）合著《哲學與烹飪，一種精緻的組合》（法語：La table des présidents）